# Marnă

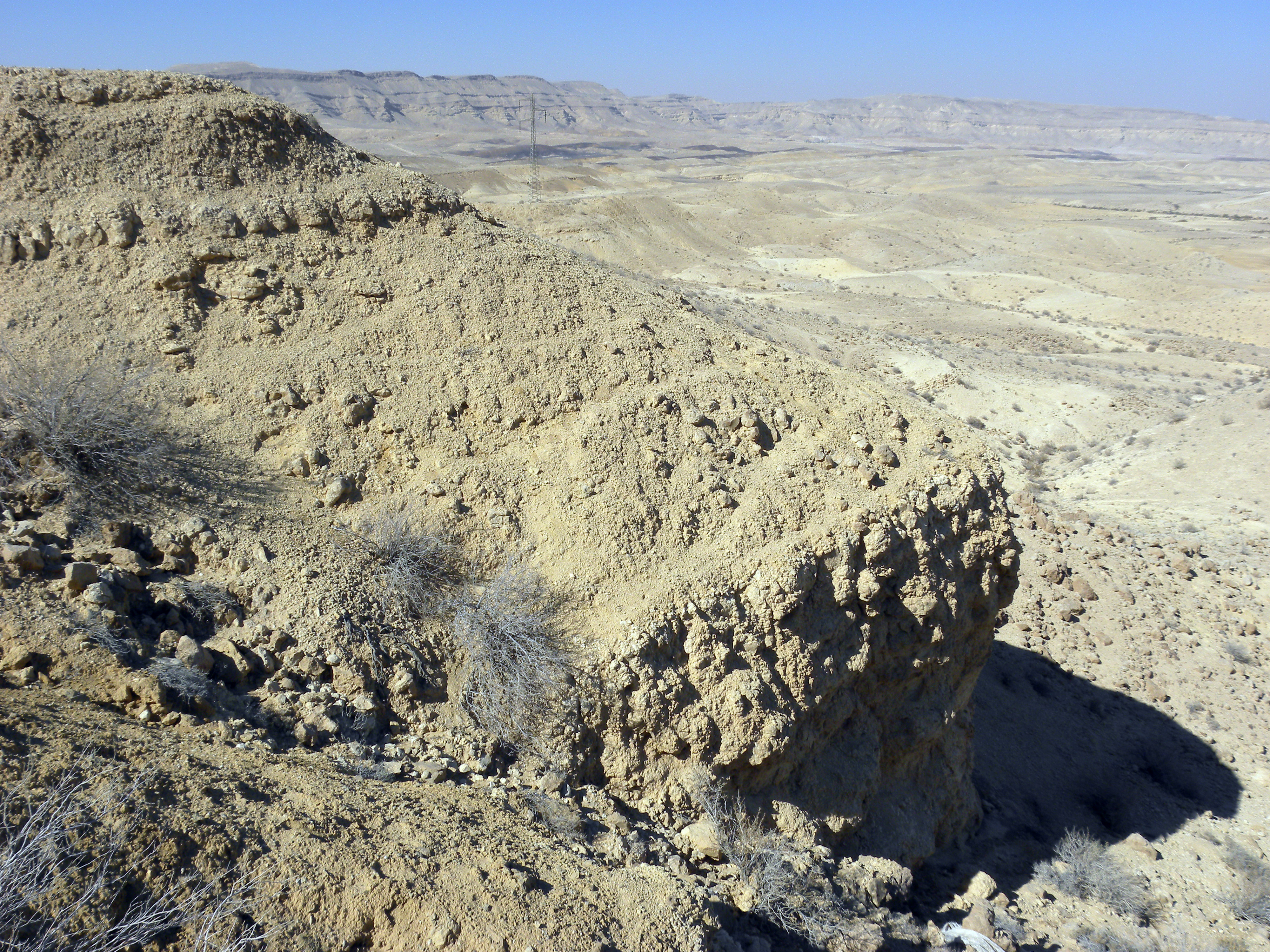
Marnă în deşertul Negev, Israel

Marna este o rocă sedimentară compusă din carbonat de calciu și argilă, în proporții variabile, de obicei de culoare cenușie, întrebuințată la fabricarea cimentului. 
Ca structură, marna este o rocă de tranziție între argilă și calcar, masivă sau stratificată, cu textură pelitică fină și structură mecanică sau chimică. Adesea este microstratificată. Marnele sunt alcătuite în proporții practic egale din minerale argiloase și carbonați la care se adaugă alte minerale autigene, a căror prezență în rocă determină varietăți ca: 
- marnă saliferă,
- marnă gipsiferă,
- marnă glauconitică,
- marnă brună bituminoasă, (în afloriment, apare sub forma unor stânci sau bulgări de mari dimensiuni)[3]
- marnă calcaroasă (o rocă cu o rezistență extrem de slabă, permeabilă și care clivează în condiții de îngheț-dezgheț).[4]